# Coupe Intertoto 1968
Navigation
Édition précédente Édition suivante
La Coupe Intertoto 1968 est la deuxième édition de la Coupe Intertoto. La compétition est disputée pendant l'été et a la particularité de ne pas avoir de vainqueur.

## Groupes A

### Groupe A1
| Rang | Équipe         | Pts | J | G | N | P | Bp | Bc | Diff |  | Résultats (▼ dom., ► ext.) |     |     |     |
| ---- | -------------- | --- | - | - | - | - | -- | -- | ---- |  | -------------------------- | --- | --- | --- |
| 1    | FC Nuremberg   | 7   | 4 | 3 | 1 | 0 | 13 | 3  | +10  |  | FC Nuremberg               |     | 5-1 | 3-0 |
| 2    | RSC Anderlecht | 3   | 4 | 1 | 1 | 2 | 7  | 10 | -3   |  | RSC Anderlecht             | 2-2 |     | 3-1 |
| 3    | Inter Milan FC | 2   | 4 | 1 | 0 | 3 | 3  | 10 | -7   |  | Inter Milan FC             | 0-3 | 2-1 |     |

### Groupe A2
| Rang | Équipe             | Pts | J | G | N | P | Bp | Bc | Diff |  | Résultats (▼ dom., ► ext.) |     |     |     |
| ---- | ------------------ | --- | - | - | - | - | -- | -- | ---- |  | -------------------------- | --- | --- | --- |
| 1    | Ajax Amsterdam FC  | 6   | 4 | 2 | 2 | 0 | 7  | 3  | +4   |  | Ajax Amsterdam FC          |     | 3-1 | 2-0 |
| 2    | Torino FC          | 3   | 4 | 1 | 1 | 2 | 8  | 8  | 0    |  | Torino FC                  | 1-1 |     | 5-2 |
| 3    | Atlético Madrid CF | 3   | 4 | 1 | 1 | 2 | 5  | 9  | -4   |  | Atlético Madrid CF         | 1-1 | 2-1 |     |

### Groupe A3
| Rang | Équipe           | Pts | J | G | N | P | Bp | Bc | Diff |  | Résultats (▼ dom., ► ext.) |     |     |     |
| ---- | ---------------- | --- | - | - | - | - | -- | -- | ---- |  | -------------------------- | --- | --- | --- |
| 1    | Sporting CP      | 5   | 4 | 2 | 1 | 1 | 6  | 5  | +1   |  | Sporting CP                |     | 1-1 | 4-1 |
| 2    | Dukla Prague VTJ | 3   | 3 | 1 | 1 | 1 | 3  | 2  | +1   |  | Dukla Prague VTJ           | 0-1 |     |     |
| 3    | Rapid Vienne SK  | 2   | 3 | 1 | 0 | 2 | 4  | 6  | -2   |  | Rapid Vienne SK            | 3-0 | 0-2 |     |

Match Dukla Prague - Rapid Vienne non joué.

### Groupe A4
| Rang | Équipe              | Pts | J | G | N | P | Bp | Bc | Diff |  | Résultats (▼ dom., ► ext.) |     |     |     |
| ---- | ------------------- | --- | - | - | - | - | -- | -- | ---- |  | -------------------------- | --- | --- | --- |
| 1    | Feyenoord Rotterdam | 6   | 4 | 2 | 2 | 0 | 8  | 2  | +6   |  | Feyenoord Rotterdam        |     | 2-0 | 4-0 |
| 2    | AS Saint-Étienne    | 4   | 4 | 1 | 2 | 1 | 5  | 5  | 0    |  | AS Saint-Étienne           | 0-0 |     | 2-0 |
| 3    | Standard Liège RSC  | 2   | 4 | 0 | 2 | 2 | 5  | 11 | -6   |  | Standard Liège RSC         | 2-2 | 3-3 |     |

### Groupe A5
| Rang | Équipe                 | Pts | J | G | N | P | Bp | Bc | Diff |  | Résultats (▼ dom., ► ext.) |     |     |     |
| ---- | ---------------------- | --- | - | - | - | - | -- | -- | ---- |  | -------------------------- | --- | --- | --- |
| 1    | Espanyol Barcelone RCD | 6   | 4 | 3 | 0 | 1 | 7  | 3  | +4   |  | Espanyol Barcelone RCD     |     | 2-0 | 1-0 |
| 2    | Munich 1860 TSV        | 6   | 4 | 3 | 0 | 1 | 9  | 6  | +3   |  | Munich 1860 TSV            | 2-1 |     | 5-2 |
| 3    | Austria Vienne FK      | 0   | 4 | 0 | 0 | 4 | 4  | 11 | -7   |  | Austria Vienne FK          | 1-3 | 1-2 |     |

### Groupe A6
| Rang | Équipe      | Pts | J | G | N | P | Bp | Bc | Diff |  | Résultats (▼ dom., ► ext.) |     |     |     |
| ---- | ----------- | --- | - | - | - | - | -- | -- | ---- |  | -------------------------- | --- | --- | --- |
| 1    | ADO La Haye | 6   | 4 | 3 | 0 | 1 | 6  | 4  | +2   |  | ADO La Haye                |     | 2-0 | 2-0 |
| 2    | RC Paris    | 5   | 4 | 2 | 1 | 1 | 5  | 3  | +2   |  | RC Paris                   | 3-0 |     | 2-1 |
| 3    | FC Lugano   | 1   | 4 | 0 | 1 | 3 | 2  | 6  | -4   |  | FC Lugano                  | 1-2 | 0-0 |     |

## Groupes B

### Groupe B1
| Rang | Équipe         | Pts | J | G | N | P | Bp | Bc | Diff |  | Résultats (▼ dom., ► ext.) |     |     |     |     |
| ---- | -------------- | --- | - | - | - | - | -- | -- | ---- |  | -------------------------- | --- | --- | --- | --- |
| 1    | Chemnitz FC    | 8   | 6 | 3 | 2 | 1 | 9  | 4  | +5   |  | Chemnitz FC                |     | 1-1 | 3-0 | 3-0 |
| 2    | Linz ASK       | 7   | 6 | 2 | 3 | 1 | 14 | 10 | +4   |  | Linz ASK                   | 2-0 |     | 4-1 | 3-3 |
| 3    | Helsingborg IF | 7   | 6 | 3 | 1 | 2 | 10 | 9  | +1   |  | Helsingborg IF             | 0-0 | 2-1 |     | 3-0 |
| 4    | FC Bienne      | 2   | 6 | 0 | 2 | 4 | 8  | 18 | -10  |  | FC Bienne                  | 1-2 | 3-3 | 1-4 |     |

### Groupe B2
| Rang | Équipe               | Pts | J | G | N | P | Bp | Bc | Diff |  | Résultats (▼ dom., ► ext.) |     |     |     |     |
| ---- | -------------------- | --- | - | - | - | - | -- | -- | ---- |  | -------------------------- | --- | --- | --- | --- |
| 1    | Hansa Rostock FC     | 11  | 6 | 5 | 1 | 0 | 10 | 3  | +7   |  | Hansa Rostock FC           |     | 2-0 | 1-0 | 3-1 |
| 2    | GKS Katowice         | 6   | 6 | 3 | 0 | 3 | 4  | 5  | -1   |  | GKS Katowice               | 0-1 |     | 1-0 | 2-1 |
| 3    | Örebro SK            | 5   | 6 | 2 | 1 | 3 | 14 | 4  | +10  |  | Örebro SK                  | 1-1 | 0-1 |     | 9-0 |
| 4    | FC La Chaux-de-Fonds | 2   | 6 | 1 | 0 | 5 | 4  | 20 | -16  |  | FC La Chaux-de-Fonds       | 1-2 | 1-0 | 0-4 |     |

### Groupe B3
| Rang | Équipe                     | Pts | J | G | N | P | Bp | Bc | Diff |  | Résultats (▼ dom., ► ext.) |     |     |     |     |
| ---- | -------------------------- | --- | - | - | - | - | -- | -- | ---- |  | -------------------------- | --- | --- | --- | --- |
| 1    | TJ Slovan ChZJD Bratislava | 10  | 6 | 5 | 0 | 1 | 15 | 7  | +8   |  | TJ Slovan ChZJD Bratislava |     | 3-1 | 0-1 | 1-0 |
| 2    | Vienne SK                  | 6   | 6 | 2 | 2 | 2 | 12 | 14 | -2   |  | Vienne SK                  | 0-4 |     | 4-2 | 4-2 |
| 3    | Malmö FF                   | 5   | 6 | 2 | 1 | 3 | 9  | 12 | -3   |  | Malmö FF                   | 1-2 | 1-1 |     | 3-1 |
| 4    | Hambourg SV                | 3   | 6 | 1 | 1 | 4 | 13 | 16 | -3   |  | Hambourg SV                | 4-5 | 2-2 | 4-1 |     |

### Groupe B4
| Rang | Équipe               | Pts | J | G | N | P | Bp | Bc | Diff |  | Résultats (▼ dom., ► ext.) |     |     |     |     |
| ---- | -------------------- | --- | - | - | - | - | -- | -- | ---- |  | -------------------------- | --- | --- | --- | --- |
| 1    | VSS Košice           | 10  | 6 | 5 | 0 | 1 | 12 | 6  | +6   |  | VSS Košice                 |     | 2-0 | 3-2 | 3-1 |
| 2    | Szombierki Bytom GKS | 8   | 6 | 3 | 2 | 1 | 12 | 9  | +3   |  | Szombierki Bytom GKS       | 3-2 |     | 3-1 | 2-0 |
| 3    | Djurgårdens IF       | 4   | 6 | 2 | 0 | 4 | 12 | 14 | -2   |  | Djurgårdens IF             | 0-1 | 4-2 |     | 3-4 |
| 4    | Werder Brême SV      | 2   | 6 | 1 | 0 | 5 | 6  | 13 | -7   |  | Werder Brême SV            | 0-1 | 0-2 | 1-2 |     |

### Groupe B5
| Rang | Équipe                | Pts | J | G | N | P | Bp | Bc | Diff |  | Résultats (▼ dom., ► ext.) |     |     |     |     |
| ---- | --------------------- | --- | - | - | - | - | -- | -- | ---- |  | -------------------------- | --- | --- | --- | --- |
| 1    | TJ Košice Lokomotíva  | 10  | 6 | 5 | 0 | 1 | 17 | 6  | +11  |  | TJ Košice Lokomotíva       |     | 2-0 | 2-0 | 5-1 |
| 2    | FC Carl Zeiss Iéna    | 8   | 6 | 3 | 2 | 1 | 8  | 3  | +5   |  | FC Carl Zeiss Iéna         | 3-1 |     | 3-0 | 2-0 |
| 3    | Austria Salzbourg TSV | 4   | 6 | 1 | 2 | 3 | 2  | 9  | -7   |  | Austria Salzbourg TSV      | 0-4 | 0-0 |     | 0-0 |
| 4    | Horsens fS            | 2   | 6 | 0 | 2 | 4 | 3  | 12 | -9   |  | Horsens fS                 | 2-3 | 0-0 | 0-2 |     |

### Groupe B6
| Rang | Équipe             | Pts | J | G | N | P | Bp | Bc | Diff |  | Résultats (▼ dom., ► ext.) |     |     |     |     |
| ---- | ------------------ | --- | - | - | - | - | -- | -- | ---- |  | -------------------------- | --- | --- | --- | --- |
| 1    | Odra Opole OKS     | 11  | 6 | 5 | 1 | 0 | 9  | 1  | +8   |  | Odra Opole OKS             |     | 2-0 | 1-0 | 2-0 |
| 2    | TJ Jednota Trenčín | 7   | 6 | 3 | 1 | 2 | 9  | 4  | +5   |  | TJ Jednota Trenčín         | 0-0 |     | 1-0 | 3-0 |
| 3    | FC Magdebourg      | 6   | 6 | 3 | 0 | 3 | 12 | 9  | +3   |  | FC Magdebourg              | 0-2 | 2-1 |     | 4-2 |
| 4    | Hvidovre IF        | 0   | 6 | 0 | 0 | 6 | 5  | 21 | -16  |  | Hvidovre IF                | 1-2 | 0-4 | 2-6 |     |

### Groupe B7
| Rang | Équipe                  | Pts | J | G | N | P | Bp | Bc | Diff |  | Résultats (▼ dom., ► ext.) |     |     |     |     |
| ---- | ----------------------- | --- | - | - | - | - | -- | -- | ---- |  | -------------------------- | --- | --- | --- | --- |
| 1    | Eintracht Brunswick TSV | 9   | 6 | 4 | 1 | 1 | 11 | 7  | +4   |  | Eintracht Brunswick TSV    |     | 2-1 | 3-1 | 2-0 |
| 2    | FC Lausanne Sport       | 7   | 6 | 3 | 1 | 2 | 14 | 10 | +4   |  | FC Lausanne Sport          | 4-2 |     | 4-1 | 2-2 |
| 3    | FC Wacker Innsbruck     | 4   | 6 | 2 | 0 | 4 | 8  | 12 | -4   |  | FC Wacker Innsbruck        | 1-2 | 3-2 |     | 0-1 |
| 4    | Akademisk BK Gladsaxe   | 4   | 6 | 1 | 2 | 3 | 3  | 7  | -4   |  | Akademisk BK Gladsaxe      | 0-0 | 0-1 | 0-2 |     |

### Groupe B8
| Rang | Équipe              | Pts | J | G | N | P | Bp | Bc | Diff |  | Résultats (▼ dom., ► ext.) |     |     |     |     |
| ---- | ------------------- | --- | - | - | - | - | -- | -- | ---- |  | -------------------------- | --- | --- | --- | --- |
| 1    | Legia Varsovie CWKS | 10  | 6 | 4 | 2 | 0 | 16 | 6  | +10  |  | Legia Varsovie CWKS        |     | 2-2 | 4-0 | 4-0 |
| 2    | Hanovre 96          | 8   | 6 | 3 | 2 | 1 | 16 | 7  | +9   |  | Hanovre 96                 | 2-3 |     | 3-0 | 4-1 |
| 3    | BK Frem Copenhague  | 5   | 6 | 2 | 1 | 3 | 7  | 9  | -2   |  | BK Frem Copenhague         | 1-2 | 0-0 |     | 2-0 |
| 4    | AC Bellinzone       | 1   | 6 | 0 | 1 | 5 | 3  | 20 | -17  |  | AC Bellinzone              | 1-1 | 1-5 | 0-4 |     |